# Poltrona Frau
Poltrona Frau è un'azienda italiana che opera nel settore dell'arredamento di alta gamma con sede a Tolentino. Fondata nel 1912 a Torino dal cagliaritano Renzo Frau, nel 1962 viene acquisita dal marchio Nazareno Gabrielli, gestito e sviluppato dal Cavalier Franco Moschini fino al 2004, quando il fondo Charme entra nel capitale di Poltrona Frau e costituisce il Poltrona Frau Group.
Franco Moschini resta presidente fino al 2016 ma dal 2014 l'azienda è controllata dalla società americana Haworth Inc. che amplia il gruppo. Nell'estate 2019 nasce Lifestyle Design, di cui oltre a Poltrona Frau fanno parte Cassina, Cappellini, Zanotta, Ceccotti Collezioni, Janus et Cie, Luminaire, Karakter, Interni e Luxury Living Group.

## Storia

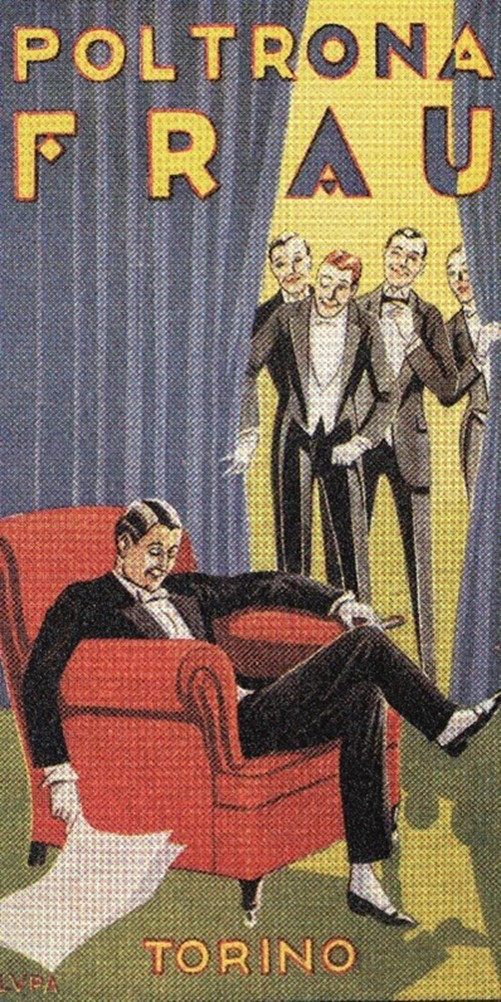
Figura 1 Copertina da Le vie d'Italia, illustrazione dei primi anni Trenta

Nel 1912, nel vivace contesto torinese, Renzo Frau, originario di Cagliari, fonda Poltrona Frau. Con lungimiranza, deposita il marchio presso la Camera di Commercio di Torino, avviando così un percorso destinato a lasciare un'impronta indelebile nel mondo dell'arredamento di lusso. Grazie alla sua abilità nel tessere relazioni con le figure più illustri dell'epoca, Frau consolida rapidamente la posizione della sua azienda, tanto da essere ambita per l'élite culturale, artistica e aristocratica italiana. Qualche anno più tardi nasce la poltrona 128, in seguito entrata in catalogo come 1919, una poltrona a lavorazione capitonné, che riprende i caratteri opulenti delle bergère rococò ma con uno stile tutto Frau.
Nel 1923 le prime forniture per gli alberghi e i transatlantici grazie alla collaborazione con l'azienda siciliana Ducrot.
Nel 1926 diventa fornitore ufficiale della Real Casa Savoia, lo stesso anno Renzo Frau scompare a soli 45 anni. La vedova Savina Pisati prende la guida della società che pochi anni dopo, nel 1930, lancia la poltrona 904, oggi Vanity Fair, sogno di suo marito, che diventerà poi uno dei prodotti icona dell'azienda. Nell'anno successivo, 1931, Poltrona Frau arreda il transatlantico Rex e nel 1932 il Parlamento italiano.
Nel 1941 Savina Pisati cede il controllo dell'azienda al genero Roberto Canziani. Nel dopoguerra l'azienda arreda le sale di rappresentanza di Torino della Rai, della Sip e collabora con Pirelli per alcuni progetti innovativi. 
Nel 1962 il gruppo Nazareno Gabrielli rileva l'azienda, la gestione è affidata a Franco Moschini (il genero del proprietario della Gabrielli avendone sposato la figlia Isabella), la sede della società è trasferita a Tolentino, nelle Marche. 
Negli anni '60, Poltrona Frau inizia ad aprire le porte alle collaborazioni con grandi nomi del design e dell'architettura. Nel 1965, Gio Ponti, primo tra tutti, firma la poltrona Dezza, la quale si aggiudica il prestigioso premio Tecnhotel di Genova. Questa vittoria è attribuita alla sua facile assemblabilità e al fatto che rappresenta appieno le caratteristiche formali e concettuali tipiche del designer Gio Ponti. Due anni più tardi inizia la collaborazione con Luigi Massoni che ricopre il ruolo di art director e nel 1968 disegna Lullaby, un letto rivoluzionario, tutto tondo.
Nel 1970, il logo subisce un restyling curato da Mimmo Castellano. Negli anni Ottanta, Poltrona Frau collabora con importanti figure come Pierluigi Cerri, Tito Agnoli, Gae Aulenti, Franco Bettonica, Marco Zanuso e, dalla seconda metà degli anni Ottanta, Lella e Massimo Vignelli. Con quest'ultimi, in particolare, l'azienda contribuisce al restyling del TG2 della RAI grazie allo sviluppo della poltrona Intervista. Questo prodotto diventa simbolo di semplicità e funzionalità, incarnando l'estetica e la praticità che caratterizzano il lavoro dei Vignelli. Disegnano per Poltrona Frau anche Michele De Lucchi, Luca Scacchetti, Emilio Ambasz, Jean Nouvel e tanti altri. Gli anni Ottanta vedono l'avvio di due nuove aree commerciali: il Custom Interiors, con la realizzazione dell'Auditorium Sala Frau di Spoleto, e l'Interiors in Motion, con la creazione dei primi interni automobilisti per la Lancia Thema 8.32 con motore Ferrari.
Nel 1990 l'azienda passa in mano completamente a Franco Moschini il quale imprime un forte impulso all'internazionalizzazione. Nel 1992 è inaugurato il primo flagship store a New York (quartiere Soho), lo stesso anno la poltrona Vanity Fair appare nel film Guardia del corpo di Mick Jackson, nel 1996 sono arredati il Piccolo Teatro di Milano e l'Europarlamento a Strasburgo. Nel 2001 rileva Gebrueder Thonet Vienna e il marchio Gufram, nel 2003 entra con una partecipazione nel capitale di Poltrona Frau (inizialmente del 30%, poi arriverà al 60%) il fondo di private equity, Charme Investments, in cui uno dei principali azionisti è la famiglia di Luca Cordero di Montezemolo. Tra gli altri soci importanti del fondo Diego Della Valle, Isabella Seragnoli, Nerio Alessandri, Giovanni Punzo. Nel 2004 la società acquisisce l'azienda Cappellini e nel 2005 Cassina, l'azienda che rappresenta il design italiano nel mondo. E con Cassina anche Alias. Nasce così il Gruppo Poltrona Frau.
Nel febbraio 2014 l'americana Haworth, sede a Holland, nel Michigan, leader mondiale nella progettazione e produzione di ambienti di lavoro flessibili e sostenibili e già partner dell'azienda italiana per la distribuzione del canale ufficio nel Nord America,acquista il 58,6% del capitale di Poltrona Frau, da Charme Investments (51,3%) e da Moschini (7,3%) per una cifra di 243 milioni (2,96 euro ad azione). Il disinvestimento porta agli azionisti di Charme un dividendo di 106 milioni. Haworth Inc, fondata nel 1948 e guidata dall'italiano Franco Bianchi, lancia poi un'OPA obbligatoria per ritirare il titolo dal listino di Borsa, pagando in totale l'acquisizione 415 milioni di euro.
Nel marzo 2019, Poltrona Frau Group acquisisce la start-up danese Karakter e successivamente, nell'estate dello stesso anno, cambia nome diventando Lifestyle Design, di cui fanno parte Cassina, Cappellini, Janus et Cie, Luminaire, Ceccotti Collezioni, Karakter, Zanotta, Interni e Luxury Living Group.
Questo cambiamento riflette un'espansione significativa dell'azienda, che non si limita più alla produzione di soli imbottiti, ma si espande per abbracciare una vasta gamma di elementi d'arredo. Questa evoluzione permette all'azienda di esplorare e integrare culture diverse nel suo design, mantenendo sempre vivi i valori fondamentali di artigianato e qualità dei materiali da cui è nata.
Dal 2021 Poltrona Frau è inserita dal Governo italiano tra i Marchi Storici di Interesse Nazionale.

## Custom Interiors
Custom Interiors di Poltrona Frau si dedica alla creazione di arredi su misura per una vasta gamma di ambienti, tra cui auditorium, teatri, musei, edifici governativi, aeroporti, negozi/showroom, uffici, hotel e yacht. Anche se ufficialmente fondata nel 1984, l'atelier torinese era già attivo negli anni '30 nell'arredamento dei transatlantici dell'epoca. 
Nel corso degli anni, questa business unit ha lasciato il segno su oltre 5000 progetti in più di 200 paesi, collaborando con i più rinomati architetti del mondo, tra cui vincitori del Premio Pritzker come Richard Meier, Jean Nouvel, Sir Norman Foster e Renzo Piano. Tra i progetti più prestigiosi a cui ha partecipato si annoverano: il Parlamento Europeo a Strasburgo progettato da AS Architecture Studio; il Walt Disney Concert Hall a Los Angeles di Frank O. Gehry; il Louvre Museum di Abu Dhabi firmato da Jean Nouvel; l'Elbphilharmonie  ad Amburgo di Herzog & de Meuron.
Inoltre, Poltrona Frau Custom Interiors ha prodotto gli arredi dell'hotel Lutetia di Parigi firmato da Wilmotte & Associés Architects e dell'Hotel Café Royal di Londra collaborando con lo studio David Chipperfield.
Per il settore aeroportuale ha contribuito alla realizzazione di diverse sale di attesa e lounge, inclusa la Cathay Pacific Lounge di Hong Kong. Per questi ambienti sono stati sviluppati anche prodotti dedicati, frutto della stretta cooperazione tra Poltrona Frau e studi di grande rilevanza (tra i quali Foster + Partners).
Molteplici e diffuse sono anche le collaborazioni con i cantieri navali e gli arredi prodotti da questa business unit per gli uffici, gli showroom ed i ristoranti più rinomati al mondo.

## Poltrona Frau In Motion
Nel 1984, Poltrona Frau fa il suo ingresso nel settore ora noto come Poltrona Frau In Motion, grazie agli interni in pelle della Lancia Thema 8.32. Dieci anni dopo, nel 1998, l'azienda realizza i primi rivestimenti rossi per le automobili di Maranello, avviando così una proficua collaborazione con il marchio Ferrari.
Questa partnership diventa una costante sfida sia stilistica che tecnologica per Poltrona Frau. Oltre a Ferrari, l'azienda ha realizzato interni per una serie di altre prestigiose marche automobilistiche, tra cui McLaren, Porsche Panamera Exclusive, Volkswagen Phaeton, Audi, Piëch, Maserati, Fiat, JLR e Alfa Romeo.
La business unit In Motion si specializza nella progettazione, realizzazione e fornitura di interni in pelle per il settore automobilistico premium, aereo, ferroviario e della navigazione d'altura. Nel 2005, Alfa Romeo e Poltrona Frau hanno collaborato per l'Alfa 8C, Competizione e Spider, dimostrando l’attenzione al dettaglio di Poltrona Frau. 
Inoltre, l'azienda ha stretto una collaborazione significativa con Pininfarina per il progetto di sviluppo di auto dotate di sistemi di guida autonoma. Questa partnership unisce l'eccellenza nel settore dell'arredamento di lusso di Poltrona Frau con l'esperienza di Pininfarina nel design automobilistico e nell'innovazione tecnologica. Negli anni 30 del '900 Poltrona Frau debutta nel settore delle imbarcazioni di lusso arredando le cabine del transatlantico Rex. Da allora, l'azienda ha consolidato la sua posizione nell'interior design nautico collaborando con cantieri e studi di progettazione, realizzando arredi fissi e mobili, standard e su misura, per interni ed esterni.
Nel settore yachting, Poltrona Frau si distingue per l'abilità di combinare processi produttivi avanzati con una costante ricerca estetica, collaborando con marchi come Pershing, Ferretti, Riva e Swan. Questo approccio risponde all'evoluzione della nautica, che si avvicina al settore residenziale, ricercando arredi funzionali, sofisticati, confortevoli ed esteticamente gradevoli, come quelli domestici.
Poltrona Frau collabora con partner prestigiosi come Azimut-Benetti, Sanlorenzo, Mangusta-Overmarine, Next Group e Ferretti Group, in particolare con Pershing, con cui ha iniziato una storica collaborazione nel 2005 progettando il sedile di comando del Pershing P72
In ambito aviazione, Poltrona Frau ha stretto partnership con compagnie di prestigio come Japan Airlines, Hawaiian Airlines, Singapore Airlines e Beond, evidenziando l'eccellenza del Made in Italy.
Il vertice delle capacità di Poltrona Frau In Motion è caratterizzato dall'adozione del concetto di tailoring all’interno di Poltrona Frau Sartoria in cui viene messa in risalto l'unicità e l'esclusività degli oggetti. Questi articoli sono realizzati su misura e con attenzione artigianale, conferendo loro un'identità distintiva. Questo principio si integra perfettamente con i valori fondamentali dell'azienda Poltrona Frau, che pone l'artigianalità e la cura dei dettagli al centro della sua filosofia. Inoltre, è in grado di lavorare a diversi gradi di costumizzazione. È anche una creativa e dinamica unità dove le ispirazioni e le idee individuali si trasformano in realtà, e funge anche da laboratorio per convalidare idee innovative/creative nella tecnologia. 

## Il Poltrona Frau Museum
Nel 2012, per celebrare il suo centenario, Poltrona Frau ha inaugurato il Poltrona Frau Museum presso la sua sede centrale a Tolentino. Il museo, progettato dall'architetto italiano Michele De Lucchi, si presenta come una rigorosa architettura industriale, elegantemente integrata all'interno degli stabilimenti di Poltrona Frau. Questa struttura non solo ospita una vasta collezione di arredi, disegni, immagini, campagne pubblicitarie e materiali mai presentati prima al pubblico, ma è anche un tributo alla tradizione e all'innovazione del design italiano.
Il Poltrona Frau Museum si estende su una superficie di 1400 m² e offre ai visitatori un'esperienza immersiva nella storia dell'azienda, intrecciandola con l'evoluzione del gusto e del design nel corso del tempo. La collezione esposta celebra "l'Intelligenza delle mani", mettendo in risalto l'abilità artigianale e la qualità dei materiali che hanno reso famoso il marchio Poltrona Frau nel mondo.
All'interno del museo, i visitatori possono ammirare pezzi iconici e scoprire le storie dietro la creazione di ogni oggetto, esplorando l'evoluzione stilistica e tecnologica dell'azienda. Tra gli elementi espositivi vi sono anche le collaborazioni con designer di fama internazionale che hanno contribuito a definire il prestigio e l'unicità di Poltrona Frau.

## Premi
- Compasso d'oro: Lola (Menzione d'onore 1998), Titano (1999), Donald (menzione d'onore 2001), Franco Moschini (Premio alla carriera 2016), Archibald Limited Edition (Menzione 2023), Leplì Outdoor (Menzione 2023)
- Wallpaper*: Archibald (2010), Grantorino (2014), Jobs (2015), Lloyd (2017), Soffi (2019), Kyoto (2020), Sparkler (2022), Lloyd Tex (2022), Mancala (2024)
- Archiproducts Design Awards: Lloyd (2016), Ming's Heart (2016), Let it Be (2017), Isadora (2018), Coupé (2019), Mi (2021), Plot (2021), Archibald Limited Edition (2022), DUO Lounge (2023), Bay Lounge (2023),
- Interior Design Awards: Sparkler (2022), Letto Coupe (2019)
- EDIDA: Juliet (2012), Ren (2017), Volare Bed (2022),
- NYC Design Awards: Plot (2021), Archibald Limited Edition (2022)
- Monocle Design Awards: Pelle Frau Impact Less (2023)
- Bo Bedre Awards: Ikiperu Cushions (2023)
- Good design: The Secret Garden Sun Bed (2023),
- Hip Awards: Bay System (2023)
- Red Dot: Assaya (2012), Scarlett (2016)